# Elia Viviani
Elia Viviani (* 7. února 1989) je italský profesionální silniční a dráhový cyklista jezdící za UCI WorldTeam Ineos Grenadiers. Vivianiho první etapové vítězství na Grand Tour přišlo 10. května 2015 během 2. etapy Gira d'Italia. V závěrečném hromadném sprintu přesprintoval Morena Hoflanda a Andrého Greipela. V srpnu 2016 vyhrál Viviani zlatou medaili na LOH 2016 v omniu. Jeho přezdívka v pelotonu je "Il Vegente" kvůli jeho schopnostem předvídat dráhy sprinterů při sprintu. 

## Kariéra

### Team Sky (2015–17)

#### Sezóna 2015
Viviani podepsal smlouvu s Teamem Sky 24. října 2014 po posuzování nabídek z týmů Orica–GreenEDGE a BMC Racing Team. Viviani si vybral Team Sky, protože byli ochotní mu pomoct přizpůsobit jeho silniční program jeho dráhovým ambicím na Letních olympijských hrách 2016 v Riu de Janeiru.  Poté, co vyhrál 2. etapu Dubai Tour 2015, zamířil Viviani na Mistrovství světa v dráhové cyklistice v Yvelines, kde získal 2 medaile včetně bronzu v omniu, na nějž se chtěl soustředit na olympiádě. Zpátky na silnici udělal Viviani obrovský skok dopředu, když opakovaně vyhrával etapy na závodech UCI World Tour. Vyhrál etapy na Tour de Romandie, Eneco Tour a na Giru d'Italia, kde vyhrál 2. etapu, což bylo jeho první etapové vítězství na Grand Tour.  Na Mistrovství Evropy v dráhové cyklistice 2015 získal zlato v omniu, čímž získal další body do kvalifikace na olympiádu.  Také vyhrál 3 etapy na Tour of Britain a svou sezónu zakončil tam, kde ji začal – ve Spojených arabských emirátech, kde se zúčastnil závodu Abú Zabí Tour.

### Quick-Step Floors (2018–19)

#### Sezóna 2018
Viviani se připojil k týmu Quick-Step Floors pro sezónu 2018, čímž nahradil Marcela Kittela, jenž odešel do Teamu Katusha–Alpecin.  Svou sezónu začal na Tour Down Under, kde vyhrál 3. etapu, což bylo jeho 50. vítězství od chvíle, kdy se stal profesionálům v roce 2010. Poté vyhrál celkové pořadí a 2 etapy na Dubai Tour a také 1 etapu na Abú Zabí Tour. Do Evropy se vrátil kvůli Milán – San Remu, kde dokončil devatenáctý. Další úspěch přidal v Belgii, kde vyhrál závod Tři dny Bruges–De Panne, ale utrpěl emoční porážku na Gent–Wevelgem, když dokončil druhý za Peterem Saganem. Další úspěchy získal na Giru d'Italia, kde vyhrál 4 etapy a bodovací soutěž. Také se stal národním šampionem v silničním závodu.

#### Sezóna 2019
Sezónu znovu začal dobře v Austrálii, kde vyhrál 1. etapu Tour Down Under a jednodenní závod Cadel Evans Great Ocean Road Race. Vivianiho další vítězství přišlo na UAE Tour o měsíc později, vzhledem k tomu, že měl snadnější přípravu na 2 Grand Tours, kterých se měl zúčastnit – Giro d'Italia a Tour de France. Poté, co vyhrál 3. etapu na Tirrenu–Adriaticu, začalo neúspěšné období, hlavně kvůli nepovedenému Giru d'Italia, kde byl diskvalifikován po vítězství ve 3. etapě kvůli nepovolenému blokování Mattea Moschettiho. Nakonec na Giru nevyhrál žádnou etapu a nenavázal tak na úspěchy z předchozího ročníku.
V rámci přípravy na Tour de France vyhrál 2 etapy za sebou na Tour de Suisse, předtím, než vyhrál svou první etapu na Tour de France v Nancy. Viviani dojel Tour ve skvělé formě, díky čemuž vyhrál jednodenní závod London–Surrey Classic. 11. srpna 2019 pak vyhrál Mistrovství Evropy v silniční cyklistice v Alkmaaru. Viviani vyhrál závěrečný sprint mezi třemi uprchlíky, kdy porazil týmového kolegu Yvese Lampaerta a Pascala Ackermanna. 

### Cofidis (2020–2021)
V srpnu 2019 Viviani oznámil, že se společně se svým rozjížděčem sprintů Fabiem Sabatinim připojí k týmu Cofidis pro sezónu 2020.

#### Sezóna 2021
Poté, co v sezóně 2020 nezískal žádné vítězství, vyhrál na konci března francouzský závod Cholet-Pays de Loire. 

## Osobní život
Viviani je zasnoubený s cyklistkou Elenou Cecchini. Jeho bratr Attilio Viviani je také profesionální cyklista.

## Výsledky

### Silniční cyklistika
2005
Evropský letní olympijský festival mládeže
vítěz silničního závodu
vítěz kritéria
Národní šampionát
2. místo silniční závod kadetů
2009
4. místo ZLM Tour
7. místo La Côte Picarde
2010
vítěz Memorial Marco Pantani
vítěz Binche–Tournai–Binche
Vuelta a Cuba
vítěz 7. etapy
Kolem Turecka
vítěz 7. etapy
3. místo Gran Premio Città di Misano–Adriatico
2011
vítěz Gran Premio della Costa Etruschi
vítěz Tour de Mumbai I
vítěz Coppa Città di Stresa
USA Pro Cycling Chalenge
vítěz etap 4 a 5
Giro di Padania
 vítěz bodovací soutěže
 vítěz sprinterské soutěže
vítěz 2. etapy
Tour of Beijing
vítěz 4. etapy
Kolem Slovinska
vítěz 2. etapy
2. místo Tour de Mumbai II
2012
Giro della Provincia di Reggio Calabria
 celkový vítěz
 vítěz soutěže mladých jezdců
vítěz etap 1 a 2
vítěz Gran Premio della Costa Etruschi
Tour of Beijing
vítěz 1. etapy
Settimana Internazionale di Coppi e Bartali
vítěz etapy 2a
Tour de San Luis
vítěz 6. etapy
2. místo Memorial Marco Pantani
2013
Tour of Elk Grove
 celkový vítěz
vítěz etap 2 a 3
vítěz Dutch Food Valley Classic
Critérium du Dauphiné
vítěz 2. etapy
Kolem Británie
vítěz 1. etapy
5. místo Vattenfall Cyclassics
7. místo GP Ouest–France
7. místo Grand Prix de Fourmies
2014
Giro d'Italia
lídr  po 5. a 6. etapě
vítěz Coppa Bernocchi
Kolem Turecka
vítěz etap 5 a 7
Settimana Internazionale di Coppi e Bartali
vítěz 3. etapy
Kolem Slovinska
vítěz 4. etapy
USA Pro Challenge
vítěz 4. etapy
2. místo Brussels Cycling Classic
3. místo Grand Prix de Fourmies
9. místo RideLondon–Surrey Classic
2015
Giro d'Italia
vítěz 2. etapy
lídr  po etapách 2 – 5, 7 – 9 a 13 – 16
Kolem Británie
vítěz etap 1, 3 a 8
Abú Dhabí Tour
 vítěz bodovací soutěže
vítěz etap 2 a 4
Eneco Tour
vítěz 1. etapy
Dubai Tour
vítěz 2. etapy
Tour de Romandie
vítěz 1. etapy (TTT)
2. místo Trofeo Santanyi–Ses Salines–Campos
3. místo Kuurne–Brusel–Kuurne
2016
Dubai Tour
vítěz 2. etapy
Driedaagse van De Panne–Koksijde
vítěz 2. etapy
2017
vítěz EuroEyes Cyclassics
vítěz Bretagne Classic
Kolem Rakouska
vítěz etap 1 a 3
Tour de Romandie
vítěz 3. etapy
Route du Sud
vítěz 2. etapy
Kolem Británie
vítěz 2. etapy
Mistrovství Evropy
 2. místo silniční závod
2. místo Scheldeprijs
3. místo Gran Premio Bruno Beghelli
Dubai Tour
5. místo celkově
Tour Poitou-Charentes en Nouvelle-Aquitaine
5. místo celkově
 vítěz bodovací soutěže
vítěz etap 1 a 3
5. místo Coppa Bernocchi
6. místo Memorial Marco Pantani
6. místo Coppa Sabatini
9. místo Milán – San Remo
2018
Národní šampionát
 vítěz silničního závodu
Dubai Tour
 celkový vítěz
 vítěz bodovací soutěže
vítěz etap 2 a 5
vítěz EuroEyes Cyclassics
vítěz Driedaagse Brugge–De Panne
Giro d'Italia
 vítěz bodovací soutěže
vítěz etap 2, 3, 13 a 17
Vuelta a España
vítěz etap 3, 10 a 21
Adriatica Ionica Race
 vítěz bodovací soutěže
vítěz etap 1 (TTT), 2, 4 a 5
Abú Dhabí Tour
 vítěz bodovací soutěže
vítěz 2. etapy
Tour Down Under
vítěz 3. etapy
2. místo Gent–Wevelgem
2. místo Cadel Evans Great Ocean Road Race
2. místo RideLondon–Surrey Classic
6. místo UCI World Tour
2019
Mistrovství Evropy
 vítěz silničního závodu
vítěz Cadel Evans Great Ocean Road Race
vítěz RideLondon–Surrey Classic
vítěz EuroEyes Cyclassics
UAE Tour
 vítěz bodovací soutěže
vítěz 5. etapy
Tour de Suisse
vítěz etap 4 a 5
Tour de France
vítěz 4. etapy
Tour Down Under
vítěz 1. etapy
Tirreno–Adriatico
vítěz 3. etapy
Okolo Slovenska
vítěz 4. etapy
2. místo Tacx Pro Classic
3. místo Driedaagse Brugge–De Panne
2020
3. místo Clásica de Almería
9. místo Cadel Evans Great Ocean Road Race
10. místo Race Torquay
2021
vítěz Cholet-Pays de la Loire
vítěz Grand Prix de Fourmies
vítěz Grand Prix d'Isbergues
Adriatica Ionica Race
 vítěz bodovací soutěže
vítěz etap 1 a 3
Tour Poitou-Charentes en Nouvelle-Aquitaine
vítěz etap 1 a 3a
3. místo Grand Prix du Morbihan
9. místo Classic Brugge–De Panne
10. místo Coppa Bernocchi
2022
Tour de La Provence
vítěz 1. etapy
Circuit de la Sarthe
6. místo celkově

#### Výsledky na Grand Tour
| Grand Tour      | 2012 | 2013 | 2014 | 2015 | 2016 | 2017 | 2018 | 2019 | 2020 | 2021 | 2022 |
| --------------- | ---- | ---- | ---- | ---- | ---- | ---- | ---- | ---- | ---- | ---- | ---- |
| Giro d'Italia   | —    | 119  | 145  | 125  | DNF  | —    | 132  | DNF  | 112  | 135  |      |
| Tour de France  | —    | —    | 162  | —    | —    | —    | —    | 130  | 135  | —    |      |
| Vuelta a España | 128  | —    | —    | —    | —    | —    | 145  | —    | —    | —    |      |

#### Výsledky na klasikách
| Monument                  | 2010                                    | 2011                                    | 2012                                    | 2013                                    | 2014                                    | 2015                                    | 2016                                    | 2017                                    | 2018                                    | 2019                                    | 2020                                    | 2021                                    |
| ------------------------- | --------------------------------------- | --------------------------------------- | --------------------------------------- | --------------------------------------- | --------------------------------------- | --------------------------------------- | --------------------------------------- | --------------------------------------- | --------------------------------------- | --------------------------------------- | --------------------------------------- | --------------------------------------- |
| Milán – San Remo          | —                                       | —                                       | 108                                     | 108                                     | —                                       | —                                       | 84                                      | 9                                       | 19                                      | 65                                      | 39                                      | 69                                      |
| Kolem Flander             | —                                       | DNF                                     | —                                       | DNF                                     | —                                       | DNF                                     | —                                       | —                                       | —                                       | —                                       | —                                       | —                                       |
| Paříž–Roubaix             | —                                       | —                                       | —                                       | —                                       | —                                       | —                                       | DNF                                     | DNF                                     | —                                       | —                                       | NS                                      | —                                       |
| Lutych–Bastogne–Lutych    | Nikdy se nezúčastnil během své kariéry. | Nikdy se nezúčastnil během své kariéry. | Nikdy se nezúčastnil během své kariéry. | Nikdy se nezúčastnil během své kariéry. | Nikdy se nezúčastnil během své kariéry. | Nikdy se nezúčastnil během své kariéry. | Nikdy se nezúčastnil během své kariéry. | Nikdy se nezúčastnil během své kariéry. | Nikdy se nezúčastnil během své kariéry. | Nikdy se nezúčastnil během své kariéry. | Nikdy se nezúčastnil během své kariéry. | Nikdy se nezúčastnil během své kariéry. |
| Giro di Lombardia         | Nikdy se nezúčastnil během své kariéry. | Nikdy se nezúčastnil během své kariéry. | Nikdy se nezúčastnil během své kariéry. | Nikdy se nezúčastnil během své kariéry. | Nikdy se nezúčastnil během své kariéry. | Nikdy se nezúčastnil během své kariéry. | Nikdy se nezúčastnil během své kariéry. | Nikdy se nezúčastnil během své kariéry. | Nikdy se nezúčastnil během své kariéry. | Nikdy se nezúčastnil během své kariéry. | Nikdy se nezúčastnil během své kariéry. | Nikdy se nezúčastnil během své kariéry. |
| Klasika                   | 2010                                    | 2011                                    | 2012                                    | 2013                                    | 2014                                    | 2015                                    | 2016                                    | 2017                                    | 2018                                    | 2019                                    | 2020                                    | 2021                                    |
| Kuurne–Brusel–Kuurne      | —                                       | —                                       | —                                       | —                                       | —                                       | 3                                       | DNF                                     | —                                       | —                                       | —                                       | —                                       | —                                       |
| Gent–Wevelgem             | —                                       | —                                       | —                                       | 15                                      | —                                       | DNF                                     | DNF                                     | —                                       | 2                                       | 19                                      | —                                       | —                                       |
| Scheldeprijs              | —                                       | —                                       | —                                       | —                                       | 42                                      | DNF                                     | 46                                      | 2                                       | —                                       | —                                       | —                                       | 31                                      |
| RideLondon–Surrey Classic | —                                       | —                                       | —                                       | —                                       | 9                                       | 28                                      | —                                       | 11                                      | 2                                       | 1                                       | Nekonalo se                             | Nekonalo se                             |
| Hamburg Cyclassics        | 78                                      | —                                       | —                                       | 5                                       | —                                       | 14                                      | —                                       | 1                                       | 1                                       | 1                                       | Nekonalo se                             | Nekonalo se                             |
| Bretagne Classic          | —                                       | —                                       | —                                       | 7                                       | 31                                      | 15                                      | —                                       | 1                                       | —                                       | 69                                      | —                                       | —                                       |

#### Výsledky na šampionátech
| Akce               | Akce           | 2010              | 2011              | 2012              | 2013              | 2014              | 2015              | 2016 | 2017        | 2018        | 2019        | 2020        | 2021        |
| ------------------ | -------------- | ----------------- | ----------------- | ----------------- | ----------------- | ----------------- | ----------------- | ---- | ----------- | ----------- | ----------- | ----------- | ----------- |
| Olympijské hry     | Silniční závod | Nekonalo se       | Nekonalo se       | 38                | Nekonalo se       | Nekonalo se       | Nekonalo se       | —    | Nekonalo se | Nekonalo se | Nekonalo se | Nekonalo se | —           |
| Mistrovství světa  | Silniční závod | —                 | 80                | —                 | —                 | —                 | 89                | 20   | 57          | —           | —           | —           | —           |
| Mistrovství světa  | Týmová časovka | Nekonalo se       | Nekonalo se       | Nekonalo se       | —                 | —                 | —                 | 9    | —           | —           | Nekonalo se | Nekonalo se | Nekonalo se |
| Mistrovství Evropy | Silniční závod | Závod neexistoval | Závod neexistoval | Závod neexistoval | Závod neexistoval | Závod neexistoval | Závod neexistoval | —    | 2           | 20          | 1           | —           | —           |
| Národní šampionát  | Časovka        | —                 | —                 | 17                | —                 | —                 | —                 | —    | —           | —           | —           | —           | —           |
| Národní šampionát  | Silniční závod | —                 | —                 | —                 | —                 | DNF               | —                 | 33   | DNF         | 1           | DNF         | DNF         | —           |

| —   | Nezúčastnil se |
| DNF | Nedokončil     |
| JS  | Jede se        |
| NS  | Nekonalo se    |